# Sufrites
Les sufrites (en arabe : الصفرية aṣ-Ṣufriyya) sont les pratiquants d'une tendance de l'islam liée au kharidjisme (les historiens arabes le classent dans ce mouvement, mais d'autres le classent comme un mouvement de révolte). Au cours de l'histoire, plusieurs peuples ont été sufrites, mais les pratiques variaient. Au Maghreb, les Berbères zénètes pratiquaient le sufrisme, intimement lié à leur mouvement de révolte contre les pouvoirs arabes de l'époque (Abbassides, Omeyyades, etc.).
Les sufrites choisissent leurs propres chefs, et autorisent le mariage et l'héritage avec les autres communautés musulmanes ou non (chrétiens, juifs, etc.). Ils professent aussi l'union avec des mères polythéistes non juives ou non chrétiennes ce qui est interdit en islam. Selon Tibgurin, les autres tendances de l'islam ne toléraient pas le sufrisme.

## Doctrine
L'islam se partage en trois branches principales : le sunnisme, le chiisme et le kharidjisme. Le kharidjisme est une pratique puritaine de l’islam, à la morale rigoriste, condamnant tout luxe. Dans cette doctrine, la foi n’a de valeur que si elle est justifiée par les œuvres.
La vision kharidjiste de la pratique de l'islam considère que les califes doivent mener une vie exemplaire et être choisis par voie élective parmi les meilleurs musulmans sans distinction de race et de tribu. Pour le kharidjisme, tous les hommes sont égaux, et les privilèges de l'aristocratie quraychite, accentués sous le règne de la dynastie des Omeyyades, sont condamnés. Certains kharidjites font du djihad un sixième pilier de l'islam.
Cette branche de l'islam se divise sur le problème de la foi et de l’attitude à adopter à l’égard des autres musulmans : 
- les azraqites sont des extrémistes pratiquant le terrorisme et n’admettent pas la dissimulation de la foi
- les najdat, moins durs à l’égard des attentistes, sont partisans de la prise du pouvoir par les armes
- les ibadites, intransigeants dans les domaines politique et moral, se montrent plus souples à l’égard des autres musulmans
- les sufrites condamnent le meurtre politique et admettent la dissimulation de la foi par prudence
- les nekarites qui ont aidé Abu Yazid dans son combat contre les Fatimides

Le sufrisme est une tendance moins brutale du kharidjisme, les sufrites, vivant en milieu hostile au kharidjisme. Ce courant fut développé par Ziyâd ben al-Asfar (زياد بن الأصفر [ziyād ben al-aṣfar]). Cette tendance condamne le meurtre politique, admet la dissimulation de la foi (taqîya) par prudence et rejette le massacre des enfants polythéistes et leurs mères (contrairement aux azraqites). L'idéologie des sufrites est révolutionnaire. Ils considèrent que la sourate XII (Joseph)[réf. nécessaire] ne fait pas réellement partie du Coran[réf. nécessaire].
Dans certains ouvrages, les sufrites sont désignés comme les « kharidjites jaunes ». Cette appellation provient probablement du rapprochement entre le nom du fondateur des Sufrites, Ziyâd ben al-Asfar et l'adjectif jaune (أصفر [aṣfar]).
Les relations entre le sufrisme et les autres courants du kharidjisme, ont parfois été violentes. Une tribu sufrite du Sud tunisien occupa Kairouan au prix de massacres sauvages en 755. Ce fut un Ibadite, du djebel Nefoussa (à frontière Libye Tunisie actuelle), qui, outré des excès commis par la secte rivale, reprit Kairouan aux Sufrites qu'il extermina.

## Histoire des révoltes sufrites berbères au Maghreb
Les Berbères sufrites de la tribu des Meknassa fondent la ville de Sijilmassa sur le versant est de l'Atlas marocain. Le premier royaume sufrite se constitue dans la région de Tlemcen en Algérie actuelle.
En 771, Abou Qurra de la tribu sufrite des Banou Ifren de Tlemcen parvient à reprendre aux Arabes toute l'Ifriqiya et tout le Maghreb, à la tête d'une armée formée de 350 000 cavaliers, sans compter les fantassins. Après une division des chefs berbères, Abou Qurra revient à Tlemcen et invite les Idrissides à signer un traité de paix,.
En 778, Ibn Rustem fonde la dynastie rostomide kharidjite et sollicite un traité de paix avec le gouverneur abbasside de Kairouan. La situation reste stable jusqu'à l'arrivée des chiites fatimides en 909. Mais vers 940, Abu Yezid, appartenant aux Banou Ifren et adepte du kharidjisme, renverse le pouvoir des Fatimides en Tunisie et en Algérie. Les Fatimides transfèrent leur capitale vers l'Égypte et ils sollicitent l'aide des Berbères Zirides pour réprimer l'insurrection kharidjite au Maghreb.